# Faxfleet
Faxfleet – osada w Anglii, w hrabstwie East Riding of Yorkshire. Leży 25 km na zachód od miasta Hull i 248 km na północ od Londynu.